# Пияла
Пи́яла — деревня в Онежском районе Архангельской области. Входит в Чекуевское сельское поселение. 

## География
Расположена на правом (восточном) берегу реки Онега.

## История
Впервые упоминается в 1555 или 1556 году (в 7064 г. по принятому в Средневековой Руси летосчислению от сотворения мира) в податных документах как волостной центр Турчасовского стана Каргопольского уезда. В Пияльскую волость на тот момент входило 10 деревень. В другой выписке (так наз. «сотной») из этих же книг, датированной февралём 1556 года, указано, что на Пияльском погосте находилась соляная варница и двор, принадлежавшие Соловецкому монастырю. 
В середине XVII века в Пияльском погосте уже существовала церковь Климента Папы римского (согласно дозорной Переписной книге Каргополя и Каргопольского уезда 1648 г.: «Волость Пияла и с Ковкулою, а в ней на погосте церковь Климента Папы римского, строение приходских людей»). 

## Население
| 2002 | 2010 | 2012 |
| ---- | ---- | ---- |
| 66   | ↘53  | ↗54  |

## Храмовый комплекс

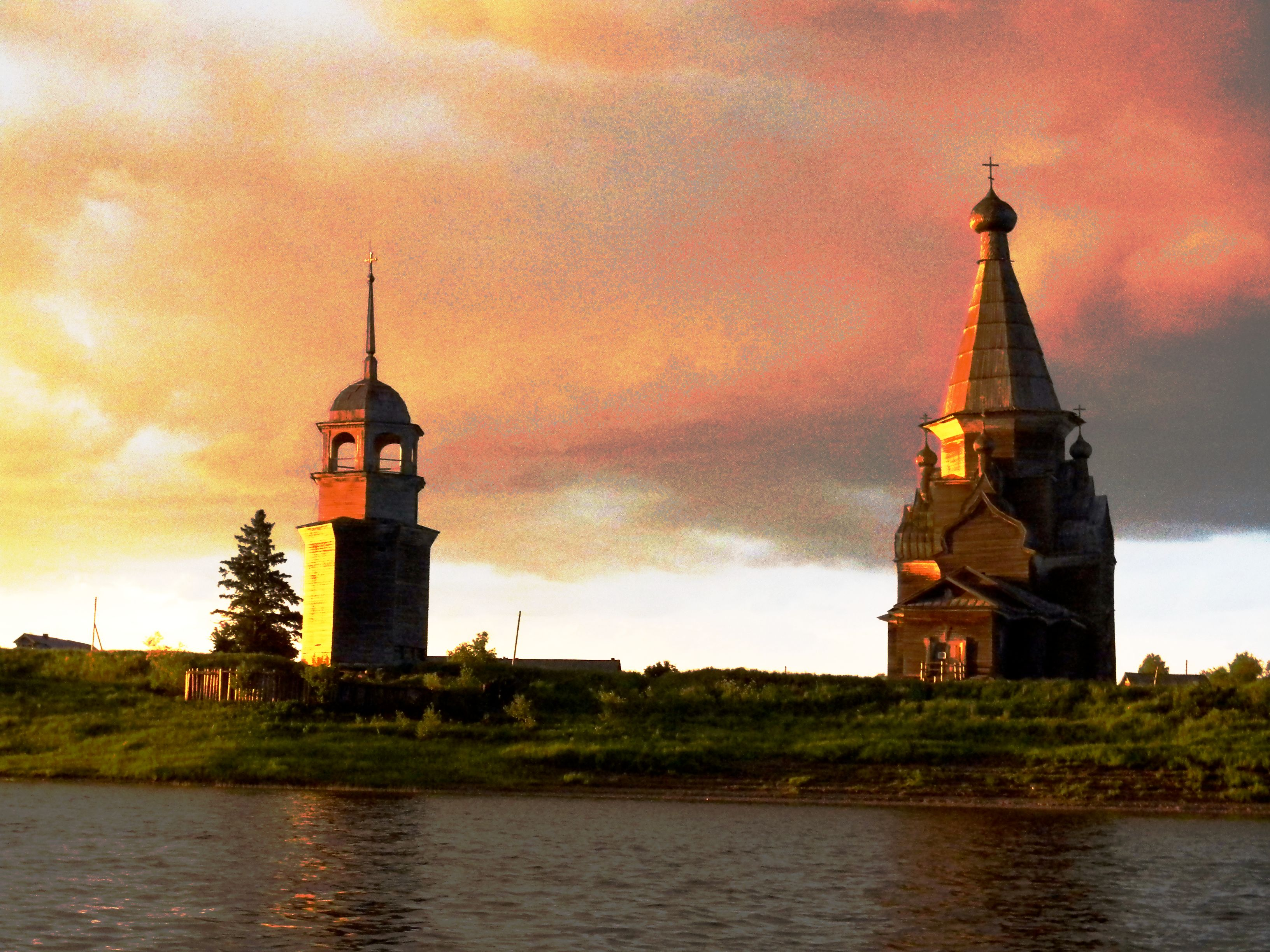
Ансамбль в Пияле

На северной окраине деревни находится один из выдающихся памятников русского деревянного зодчества конца XVII века — традиционный для Поморья и Поонежья «тройник» (храмовый комплекс из трёх сооружений — зимней и летней церквей и колокольни). Это один из самых ранних сохранившихся (полностью или частично) «тройников». В состав ансамбля входит шатровая летняя церковь Вознесения Господня (1654 год, с приделами в честь Флора и Лавра и Рождества Богородицы), кубоватая зимняя церковь Климента, папы Римского (1685 год, сгорела от попадания в алтарь шаровой молнии 1 августа 1966 года, по другим данным, в 1967 году) и отдельно стоящая колокольня (1700 год). Ансамбль расположен на открытом пространстве пологого берега реки Онеги. 
Шатёр Вознесенской церкви (высота с крестом — 45 м) является композиционным центром всего погоста. Она представляет собой ажурный восьмерик на четверике, с прямоугольными прирубами по сторонам света, увенчанными ярусными бо́чками сложной конфигурации с главками на высоких барабанах. Это самая высокая из сохранившихся в России деревянных церквей (выше её, примерно 50 метров, была лишь сгоревшая в начале 1970-х Вознесенская церковь в Типиницах (Медвежьегорский район Карелии), высоту 45 м имела также сгоревшая в 1962 году Владимирская церковь в Белой Слуде). Стоявшая рядом Клементовская церковь с пятью главами была почти вдвое ниже. Продольные оси церквей ориентированы перпендикулярно береговой линии, алтари обращены вглубь берега. 
Колокольня была возведена ближе к берегу, с северо-западного угла Вознесенской церкви. В её основании шестерик с повалом, на нём в два яруса стоят ещё два шестерика с резными карнизами (верхний шестерик — ярус звона), повёрнутые относительно основания на 30 градусов. Колокольню венчает округлый шестискатный купол со шпилем на шестигранном барабане. Она является одним из шести сохранившихся объектов храмового деревянного зодчества, имеющих форму шестиугольника в плане. 
Берег, на котором находится храмовый комплекс, подмывает река, вследствие чего в последние годы возникла угроза разрушения колокольни. Кроме того, с 2010 года стал заметен наклон Вознесенской церкви к северо-востоку; в течение 2023 года он усилился, отклонение вершины от вертикали достигло двух метров.
Несмотря на гибель одного из элементов, пияльский ансамбль считается одним из красивейших памятников России. Он является памятником архитектуры федерального значения.
До пожара 1967 года храмовый комплекс занимал центральную часть населённого пункта (тогда села), разрывая ближайший к реке порядок домов. 

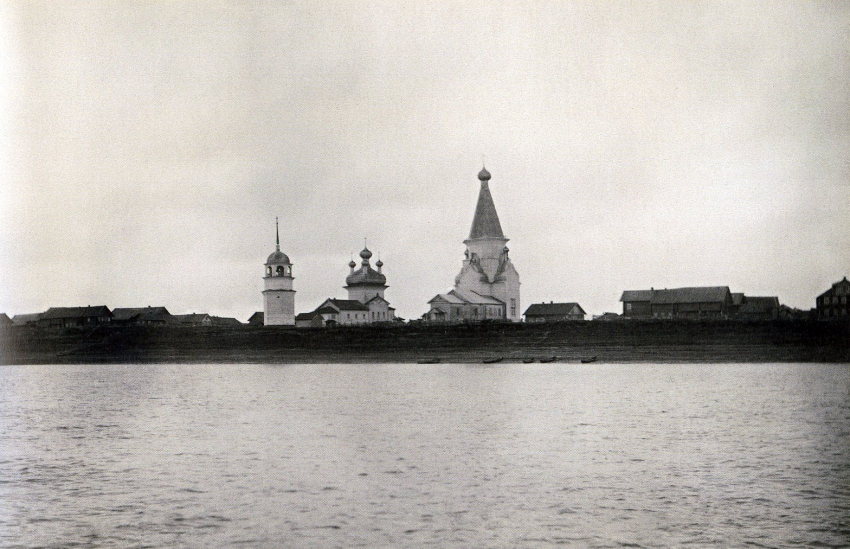
Пияльский «тройник» в начале XX века